# MAN Lion's City
El MAN Lion's City és un model d'autobús desenvolupat per l'empresa alemanya MAN ES, que va començar a produir-se en 1996. Aquests autobusos es fabriquen a la ciutat polonesa de Poznan.
Són busos de pis baix amb rampa per persones amb mobilitat reduïda en cadira de rodes. Desenvolupat des de finals del segle xx, al llarg de la seva trajectòria ha comptat amb diverses modificacions que li han canviat els seus elements interns i externs, tant per a motor, eixos, interior, accés o visió exterior estètica.

## MAN en Barcelona
En Transports Metropolitans de Barcelona, casi la meitat dels més de 1140 busos que hi han són de l'empresa MAN. Tots els busos de MAN en Barcelona són accessibles. El model més nou incorporat de MAN és el MAN Lion's City 12G, amb 85 busos d'aquests. S'utilitza en moltes línies de bus com

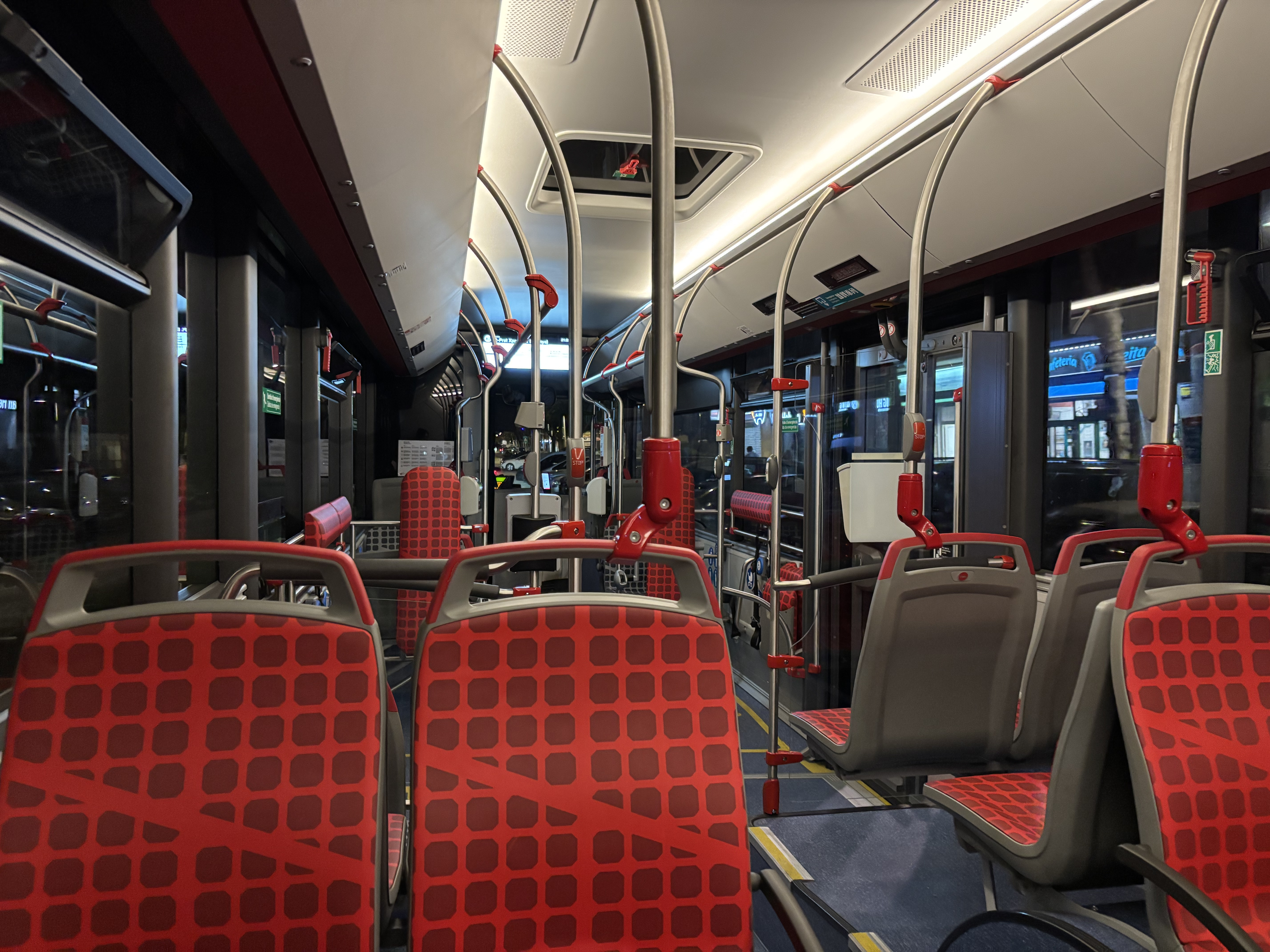
Interior MAN Lion's City 12G

    